# Melocosa fumosa
Melocosa fumosa is een spinnensoort in de taxonomische indeling van de wolfspinnen (Lycosidae).
Het dier behoort tot het geslacht Melocosa. De wetenschappelijke naam van de soort werd voor het eerst geldig gepubliceerd in 1894 door James Henry Emerton.